# Synagoga w Kielcach

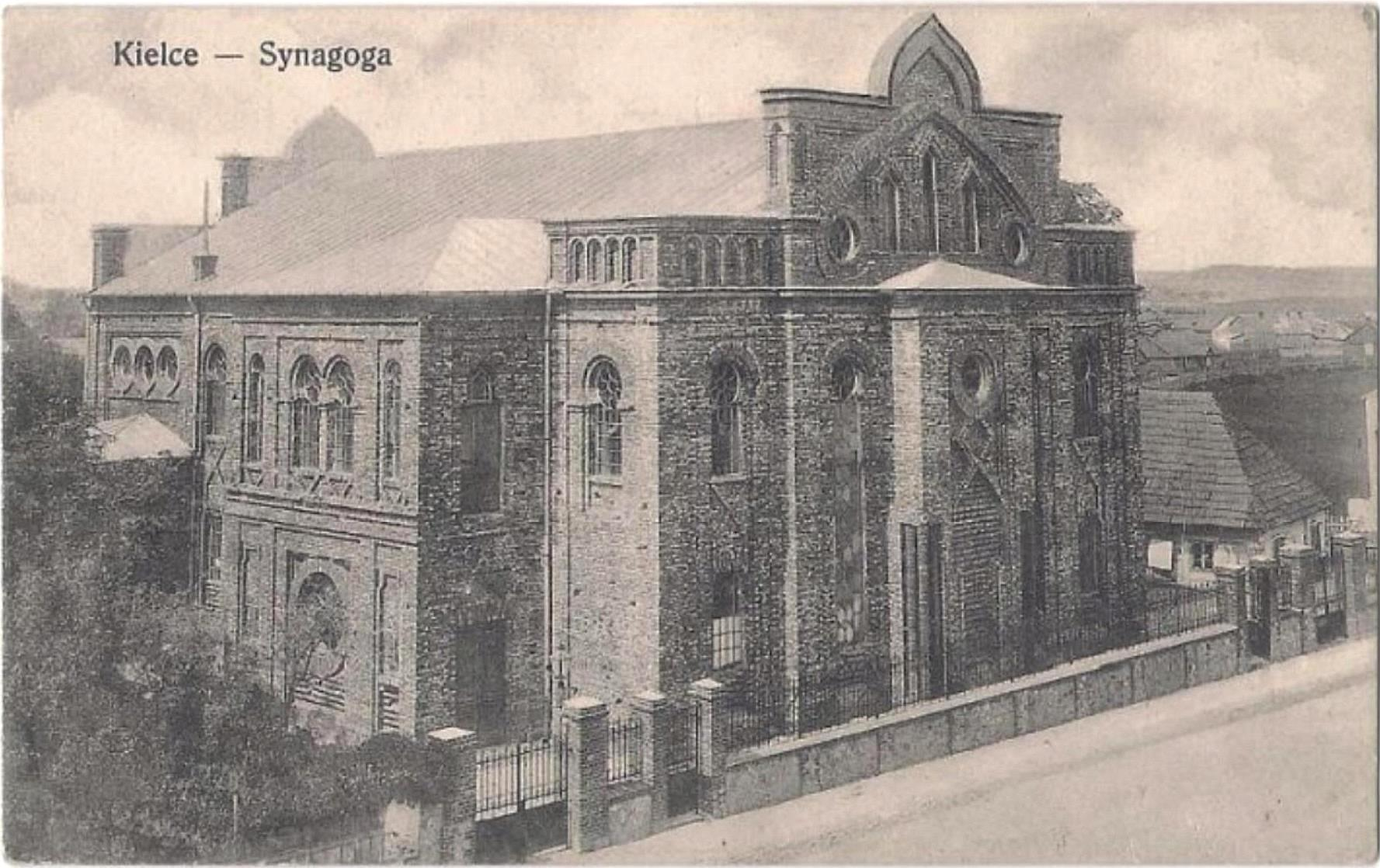
Synagoga przed wojną

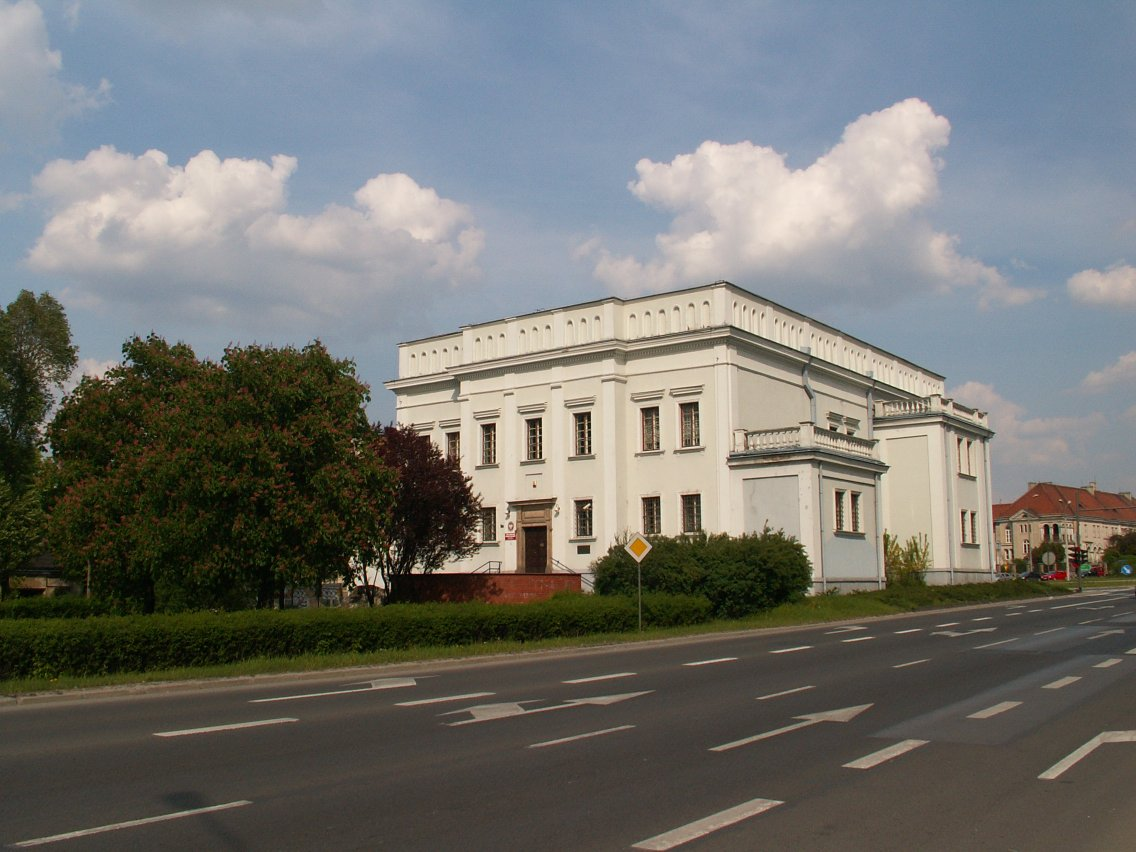
Synagoga, elewacja frontowa

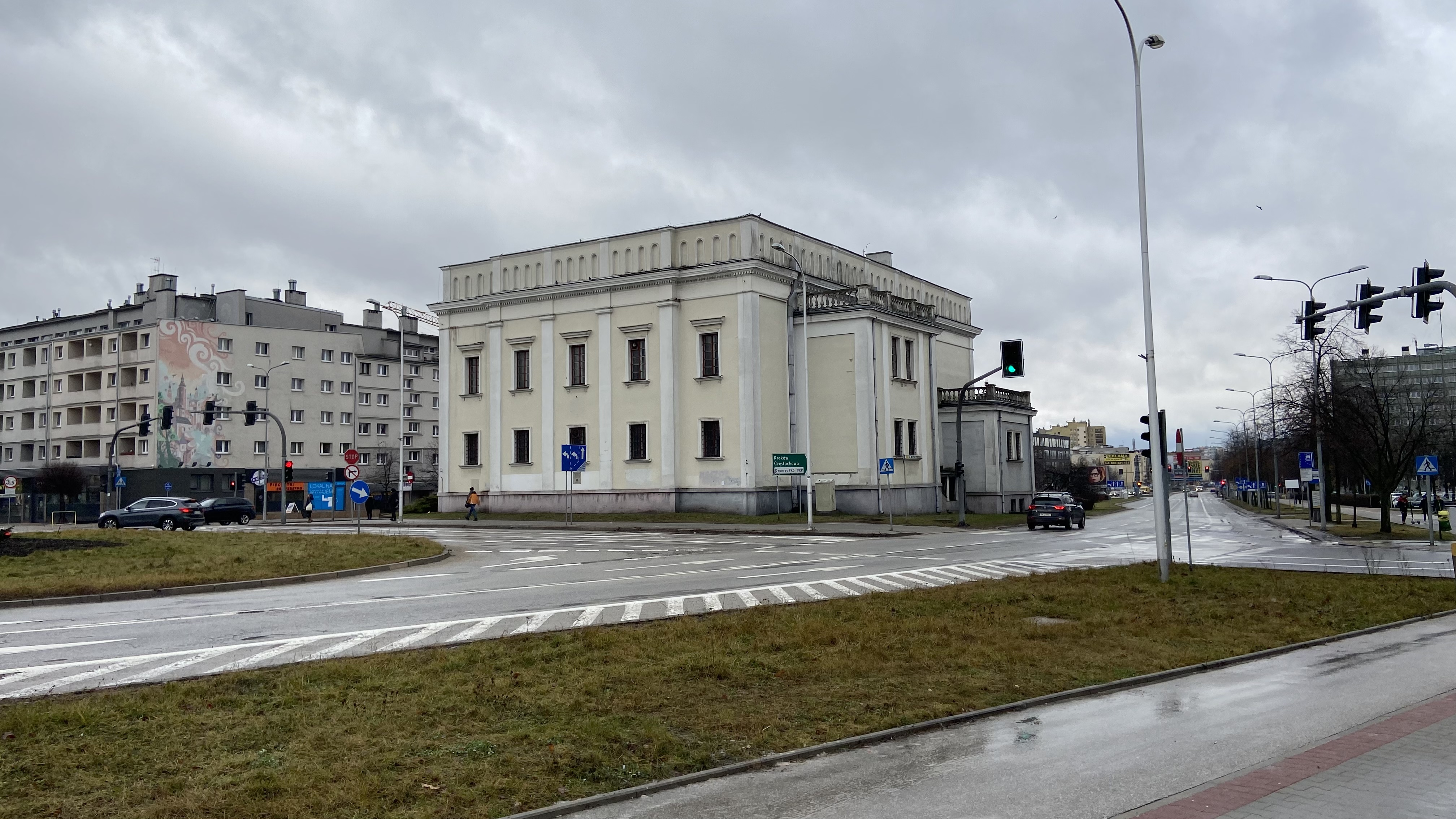
Widok od ulicy Warszawskiej

Synagoga w Kielcach – synagoga znajdująca się w Kielcach, przy ulicy Warszawskiej 17, pomiędzy jezdniami alei IX Wieków Kielc.

## Historia
Koncepcja budowy synagogi narodziła się w 1897 roku. Plac pod jej budowę przy ówczesnej ulicy Nowowarszawskiej oraz 20 tysięcy rubli podarował Mojżesz Pfefer, jeden z członków zarządu gminy żydowskiej. 29 marca 1902 roku wystąpiono o zatwierdzenie projektu synagogi, który wykonał architekt miejski Stanisław Szpakowski. W maju tego samego roku gubernator kielecki Borys Ozierow dokonał uroczystego wmurowania kamienia węgielnego. Prace ukończono we wrześniu 1909 roku.
W okresie międzywojennym przy synagodze działał cheder oraz stuosobowy chór męski. Podczas II wojny światowej hitlerowcy doszczętnie zdewastowali wnętrze synagogi, urządzając w niej areszt i magazyn zrabowanego mienia żydowskiego. Pod koniec wojny budynek został podpalony.
Po zakończeniu wojny budynek synagogi przez wiele lat stał opuszczony i niszczał. W 1949 roku sporządzono plan autorstwa Z. Wróblewskiego i P. Przybylskiego, który zakładał odtworzenie budynku w dawnym kształcie i detalu oraz dawnym jego przeznaczeniem. Wkrótce jednak powstał nowy projekt nieznanego autorstwa zakładający zupełną przebudowę gmachu.
W 1951 roku rozpoczęto przebudowę budynku synagogi z przeznaczeniem na Wojewódzkie Archiwum Państwowe. Prace ukończono w 1955 roku i wówczas przeniesiono tam archiwum. Otynkowany budynek nabrał wówczas cech klasycystycznych i socrealistycznych, zmieniono również kształt otworów okiennych na kwadratowe oraz przysłonięto nowy, płaski dach attykami ozdobionymi arkadowymi blendami. Był to wówczas jedyny element, który skopiowano z pierwotnego stylu synagogi.
W 1987 roku budynek został wpisany do rejestru zabytków nieruchomych (nr rej.: A.328 z 14.07.1987).
W 1996 roku z okazji 50. rocznicy pogromu kieleckiego przeprowadzono prace remontowe wnętrza oraz elewacji, której nadano nową kolorystykę. Część funduszy na ten cel przekazał Wojewódzki Konserwator Zabytków. Począwszy od 2010 roku w ciągu kilku następnych lat archiwum państwowe przeniesiono z dawnej synagogi do nowej siedziby.
W 2024 miasto przejęło budynek w związku z planami jego odrestaurowania i przygotowania do pełnienia funkcji kulturalnych.
Obok synagogi znajdowały się dom rabina oraz mykwa. Pozostałości tych budynków zostały wyburzone w latach 70. XX wieku w związku z budową dwupasmowej alei IX Wieków Kielc.
Koło synagogi przechodzi  czerwony szlak miejski prowadzący przez zabytkowe i ciekawe turystycznie miejsca miasta Kielce.

## Architektura
Murowany z cegły budynek synagogi wzniesiono na planie prostokąta w stylu mauretańsko-neoromańskim, z niższą dobudówką poszerzającą front w stosunku do głównego korpusu oraz dwóch symetrycznie ustawionych aneksów, mieszczących klatki schodowe. Całość była nakryta dwuspadowym dachem z dekoracyjnym szczytem od strony wschodniej i zachodniej. Elewację synagogi zrealizowano w surowej cegle.
Wewnątrz dwa rzędy słupów, pomalowanych w sposób imitujący marmur, dzieliły główną salę modlitewna synagogi na trzy nawy. Nawy boczne przykryte płaskim stropem mieściły na piętrze galerie dla kobiet. Nawa środkowa przykryta drewnianym, trudnym do zakwalifikowania sklepieniem. Jego profil zaczynający się łukowo, przechodzi dalej w linie proste i wywodzi się z architektury islamskiej.
Wnętrze synagogi było niezwykle bogato zdobione w przeciwieństwie do dekoracji zewnętrznych. Na błękitnym suficie, który miał symbolizować niebo wymalowanych było 12 plemion Izraela. Po prawej stronie od wejścia namalowana była Ściana Płaczu, a po lewej grób Racheli, koło której stała bogato zdobiona bima. Przy ścianie wschodniej, w niewielkiej apsydzie znajdował się Aron ha-kodesz, zwieńczony złotą koroną na Torę. Całość posiadała 400 miejsc siedzących. Po przebudowie z lat 1951-1955 we wnętrzu zachowano pierwotny układ sal.
Według Eleonory Bergman synagoga nie posiadała elementów architektury cerkiewnej oraz nie nawiązywała do synagog wiedeńskich czy wrocławskich, jak twierdzili A. Penkalla oraz J. Szczepański. Na cmentarzu żydowskim przy ulicy Okopowej w Warszawie znajduje się nagrobek Mojżesza Pfefera, na którym przedstawiono wizerunek synagogi.

## Pomniki i tablice pamiątkowe
- Na zewnętrznej ścianie, przy wejściu głównym znajdowała się tablica pamiątkowa ufundowana w 1987 roku przez wojewódzkiego konserwatora zabytków (w 2007 została skradziona), informującą o dawnym przeznaczeniu budynku:

Lud Twój, o Panie, depczą i uciskają Twoje dziedzictwo. Mordują wdowę i przechodnia i zabijają sieroty (Ps 94). Dawna Świątynia Gminy Żydowskiej. Zamieniona przez Niemców na więzienie dla Żydów i magazyn zrabowanego mienia.
- Zaraz przy synagodze znajduje się głaz z tablicą pamiątkową poświęcony ofiarom getta kieleckiego, obozu zagłady w Treblince i innych obozów:

Pamięci 27000 Żydów z kieleckiego getta zamordowanych przez Niemców w latach 1939-1944 w Kielcach, Treblince i innych obozach zagłady.
- Obok znajduje się również monument Sprawiedliwych Wśród Narodów Świata, upamiętniający Polaków, którzy zginęli za udzielanie pomocy Żydom:

Ja słyszę ten tytuł i staram się O tych ludziach myśleć, co chronili mnie. Ja pytam i pytam: O, na miły Bóg, Czy ja bym na ich miejscu tak uczynić mógł.
Pamięci Polaków zamordowanych przez Niemców w latach 1939-1945 za udzielanie pomocy Żydom i ratowanie ich przed zagładą.

## Zobacz też

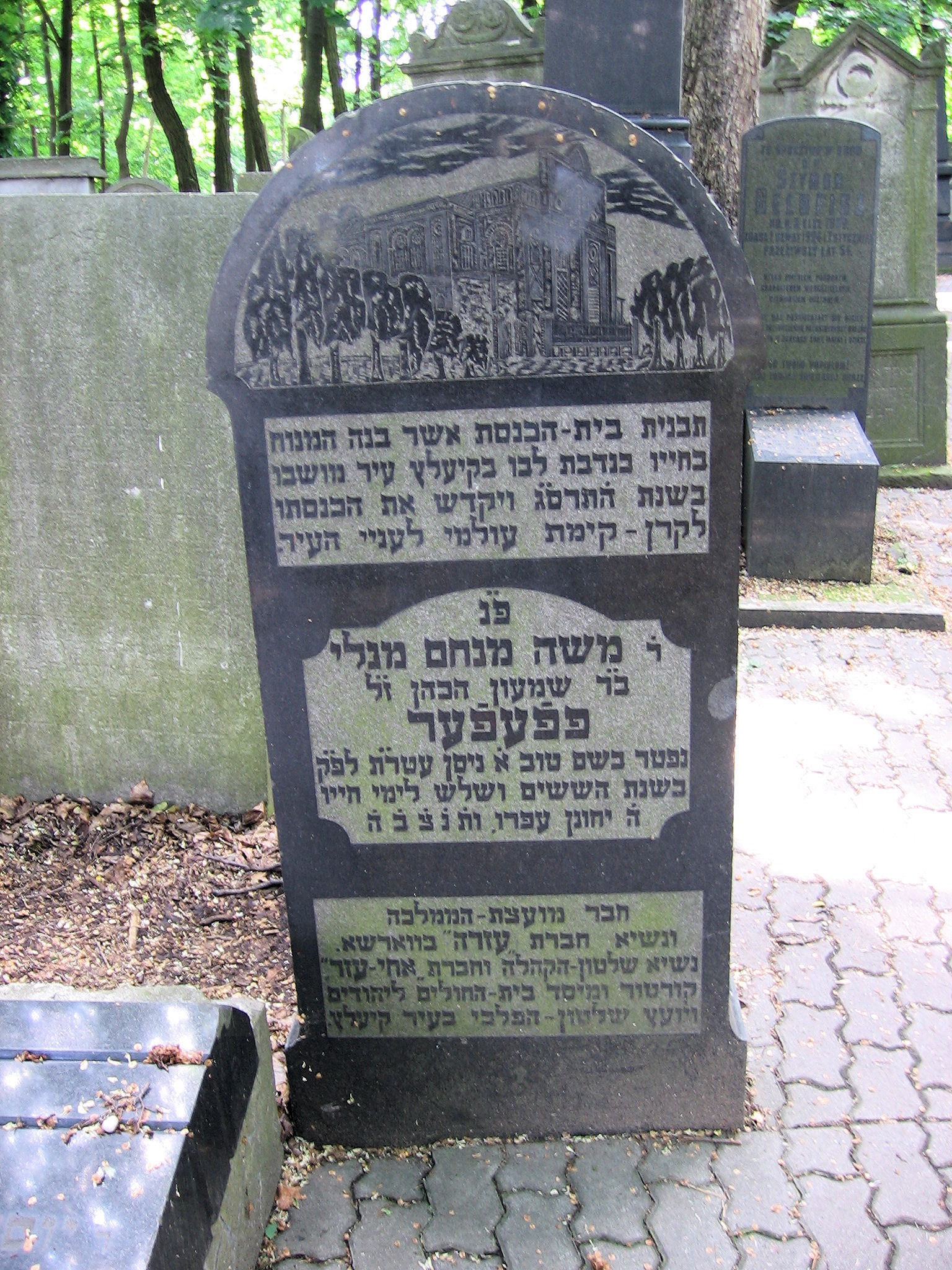
Grób Mojżesza Pfefera z wizerunkiem synagogi na cmentarzu żydowskim przy ulicy Okopowej w Warszawie